# Phasianelle de Manado
Turacoena manadensis
Espèce
Statut de conservation UICN

 LC  : Préoccupation mineure
La Phasianelle de Manado (Turacoena manadensis) est une espèce de pigeons de la famille des Columbidae.

## Répartition
Elle est endémique de l'archipel des Célèbes (Sulawesi et îles Togian) en Indonésie.